# Cosmopterix
Cosmopterix är ett släkte av fjärilar som beskrevs av Jacob Hübner 1825. Cosmopterix ingår i familjen fransmalar.

## Bildgalleri

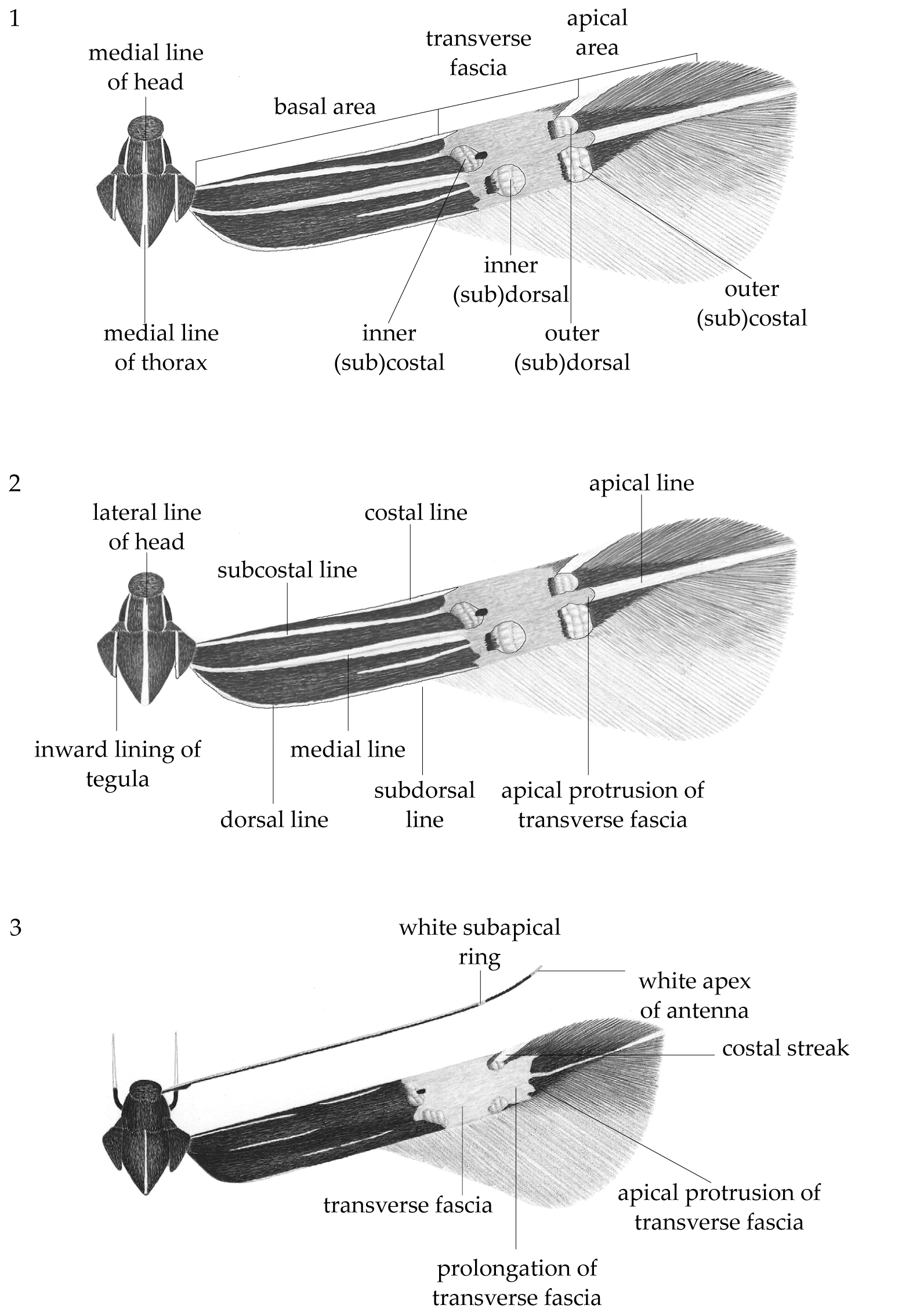
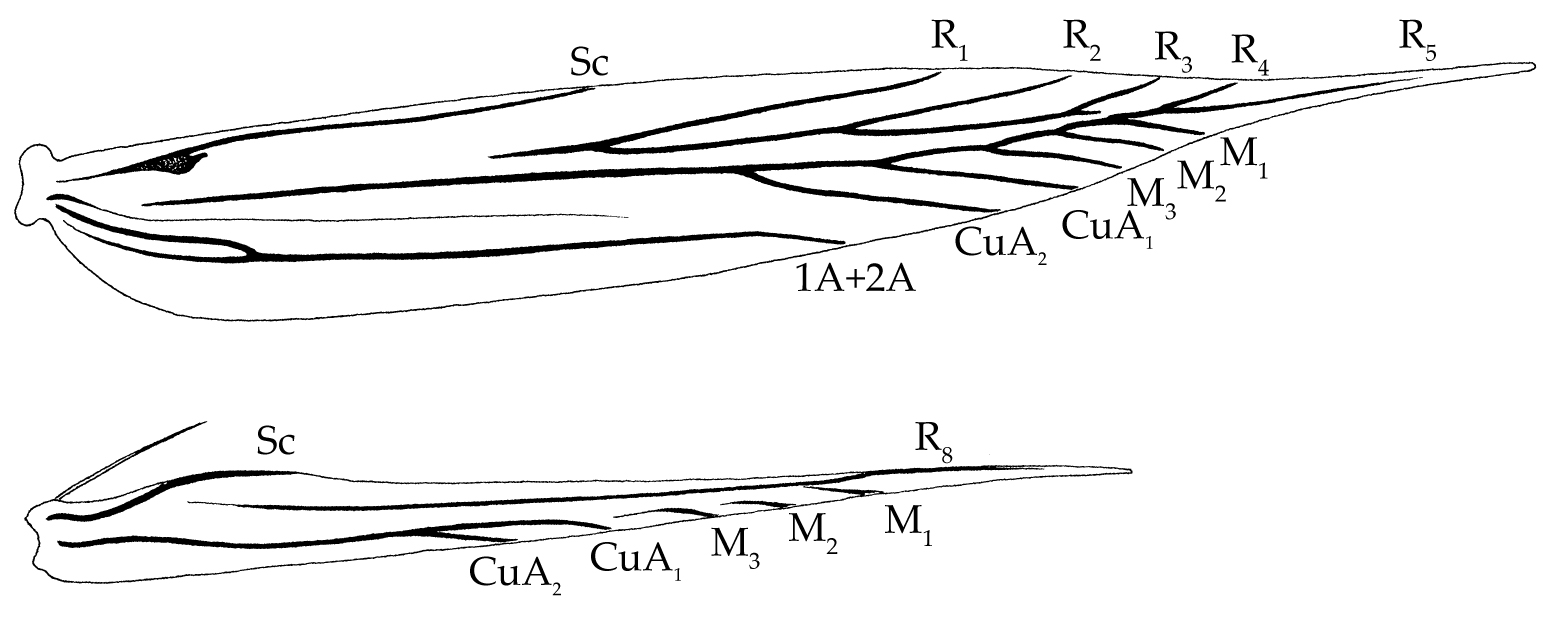

## Dottertaxa tillCosmopterix, i alfabetisk ordning[1][2]
- Cosmopterix abdita
- Cosmopterix abnormalis
- Cosmopterix aculeata
- Cosmopterix ahornerella
- Cosmopterix albicaudis
- Cosmopterix anadoxa
- Cosmopterix ancalodes
- Cosmopterix ancistraea
- Cosmopterix antemidora
- Cosmopterix antichorda
- Cosmopterix antila
- Cosmopterix aphranassa
- Cosmopterix apiculata
- Cosmopterix artifica
- Cosmopterix asiatica
- Cosmopterix astrapias
- Cosmopterix attenuatella
- Cosmopterix aurella
- Cosmopterix bacata
- Cosmopterix bactrophora
- Cosmopterix bambusae
- Cosmopterix basilisca
- Cosmopterix belonacma
- Cosmopterix bendidia
- Cosmopterix brachyclina
- Cosmopterix callinympha
- Cosmopterix calliochra
- Cosmopterix calypso
- Cosmopterix chalcelata
- Cosmopterix chalybaeella
- Cosmopterix chisosensis
- Cosmopterix chlorochalca
- Cosmopterix chrysobela
- Cosmopterix chrysocrates
- Cosmopterix circe
- Cosmopterix clandestinella
- Cosmopterix clemensella
- Cosmopterix cleophanes
- Cosmopterix cognita
- Cosmopterix coryphaea
- Cosmopterix crassicervicella
- Cosmopterix cuprea
- Cosmopterix cyclopaea
- Cosmopterix dacryodes
- Cosmopterix dalii
- Cosmopterix damnosa
- Cosmopterix dapifera
- Cosmopterix delicatella
- Cosmopterix diaphora
- Cosmopterix dicacula
- Cosmopterix diplozona
- Cosmopterix donatellae
- Cosmopterix dulcivora
- Cosmopterix ebriola
- Cosmopterix emmolybda
- Cosmopterix epismaragda
- Cosmopterix epizona
- Cosmopterix erasmia
- Cosmopterix erethista
- Cosmopterix exiguella
- Cosmopterix eximia
- Cosmopterix facunda
- Cosmopterix fernaldella
- Cosmopterix flavipes
- Cosmopterix flavofasciata
- Cosmopterix floridanella
- Cosmopterix formosa
- Cosmopterix fulminella
- Cosmopterix geminella
- Cosmopterix gemmiferella
- Cosmopterix glaucogramma
- Cosmopterix gloriosa
- Cosmopterix gracilens
- Cosmopterix hamifera
- Cosmopterix heliactis
- Cosmopterix hermodora
- Cosmopterix hermsiella
- Cosmopterix hieraspis
- Cosmopterix hierochloae
- Cosmopterix holophracta
- Cosmopterix inaugurata
- Cosmopterix ingeniosa
- Cosmopterix inopis
- Cosmopterix interfracta
- Cosmopterix iphigona
- Cosmopterix irrubricata
- Cosmopterix isoteles
- Cosmopterix isotoma
- Cosmopterix issikiella
- Cosmopterix japonica
- Cosmopterix labathiella
- Cosmopterix laetifica
- Cosmopterix lautissimella
- Cosmopterix lepidezae
- Cosmopterix licnura
- Cosmopterix lienigiella
- Cosmopterix ligyrodes
- Cosmopterix luteoapicalis
- Cosmopterix macroglossa
- Cosmopterix macrula
- Cosmopterix magophila
- Cosmopterix manipularis
- Cosmopterix melanarches
- Cosmopterix mimetis
- Cosmopterix minutella
- Cosmopterix molybdina
- Cosmopterix mongoliella
- Cosmopterix montisella
- Cosmopterix mystica
- Cosmopterix neodesma
- Cosmopterix nigrapunctella
- Cosmopterix nitens
- Cosmopterix nyctiphanes
- Cosmopterix obsoleta
- Cosmopterix ochleria
- Cosmopterix opulenta
- Cosmopterix orachalcea
- Cosmopterix orichalcea
- Cosmopterix orichalciella
- Cosmopterix oxyglossa
- Cosmopterix pallifasciella
- Cosmopterix paltophanes
- Cosmopterix panopla
- Cosmopterix pararufella
- Cosmopterix parietariae
- Cosmopterix pentachorda
- Cosmopterix phaeogastra
- Cosmopterix phaesphora
- Cosmopterix phengitella
- Cosmopterix phragmitidis
- Cosmopterix phyllostachysea
- Cosmopterix plesiasta
- Cosmopterix pulcherrimella
- Cosmopterix pustulatella
- Cosmopterix pyrozela
- Cosmopterix quadrilineella
- Cosmopterix rhabdophanes
- Cosmopterix rhynchognathosella
- Cosmopterix rufella
- Cosmopterix salahinella
- Cosmopterix sancti-vincentii
- Cosmopterix scaligera
- Cosmopterix schmidiella
- Cosmopterix scirpicola
- Cosmopterix scribaiella
- Cosmopterix semnota
- Cosmopterix similis
- Cosmopterix sinelinea
- Cosmopterix singularis
- Cosmopterix spiculata
- Cosmopterix sublaetifica
- Cosmopterix superba
- Cosmopterix tabellaria
- Cosmopterix teligera
- Cosmopterix tenax
- Cosmopterix tetragramma
- Cosmopterix tetrophthalma
- Cosmopterix thrasyzela
- Cosmopterix toraula
- Cosmopterix transcissa
- Cosmopterix trilopha
- Cosmopterix turbidella
- Cosmopterix unicolorella
- Cosmopterix venefica
- Cosmopterix vexillaris
- Cosmopterix victor
- Cosmopterix violenta
- Cosmopterix xanthura
- Cosmopterix xuthogastra
- Cosmopterix zathea
- Cosmopterix zenobia
- Cosmopterix zieglerella